# Runa cifrada

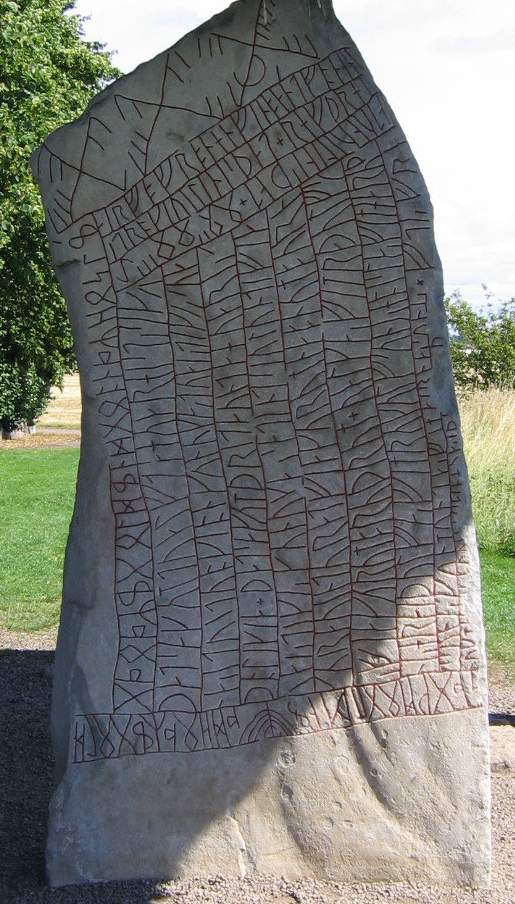
La piedra de Rök muestra runas cifradas. Runas en forma de tienda en la banda superior y una runa gancho en el centro de la banda inferior.

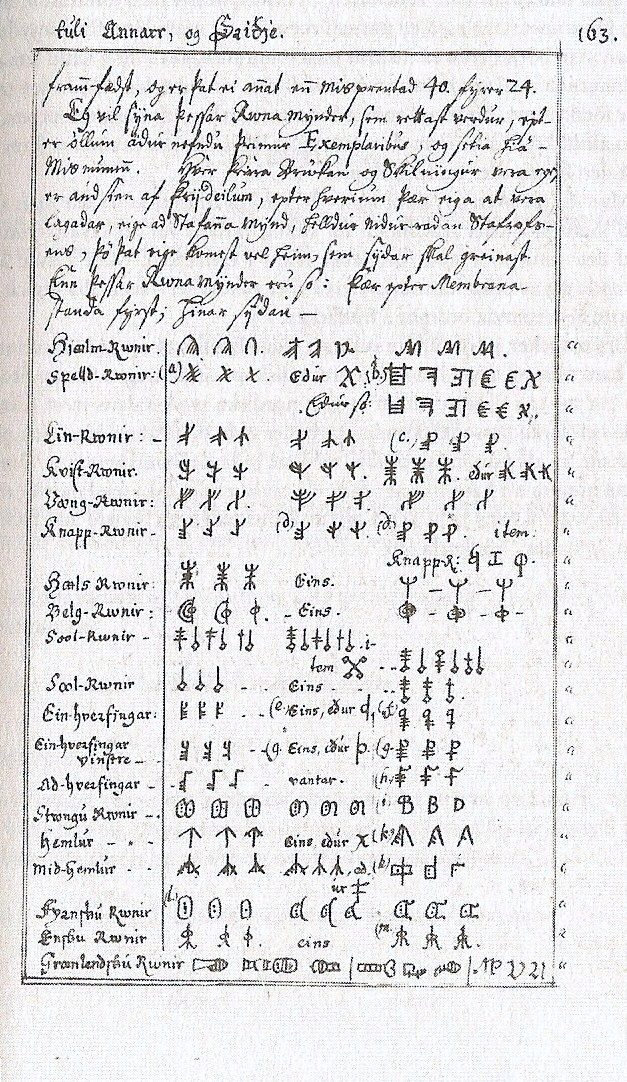
Página del manuscrito del islandés Jón Ólafsson que desveló la clave de las runas crípticas a los estudiosos de la Escandinavia continental.

Las runas cifradas o runas crípticas son símbolos crípticos que sustituyen a las letras del alfabeto rúnico en las inscripciones, con el objeto de ocultar total o parcialmente el contenido del texto a los no iniciados en su decodificación. 

## Conservación de la clave
En Islandia fue donde se conservó más tiempo el conocimiento de los secretos de las runas cifradas, y donde durante los siglos XVII y XVIII se escribieron varios tratados sobre el tema. El más importante de estos manuscritos es Runologia de Jón Ólafsson (1705-1779) escrito entre 1732 y 1752. Cataloga y descifra numerosas runas crípticas y menciona a algunos de sus autores. En la actualidad el manuscrito se conserva en la colección Árni Magnússon de Copenhague.
El tratado de Ólafsson presenta el alfabeto futhark joven en el orden de la época vikinga, con la runa maðr que equivale a la letra m precediendo a laguz que equivale a la l. Este pequeño detalle es un parámetro importante para la interpretación de las runas cifradas de la época vikinga porque en el siglo XIII las dos runas intercambian su lugar debido a la influencia del alfabeto latino donde la ele preceda a la eme. Como los calendarios rúnicos medievales adoptaron el orden posterior al siglo XVII indujeron a creer a los primeros runólogos que ese era el orden original, lo que dificultó la decodificación porque el orden de las runas en el alfabeto es de vital importancia en la interpretación de las runas cifradas ya que la solución es una clave numérica.

## Estructura del cifrado
En los alfabetos rúnicos las letras además de tener un orden, como en los demás alfabetos, las runas se agrupan en varios subgrupos llamados ætt. En el futhark joven, que tiene 16 letras, se dividen en tres grupos, el primero con 6 y los demás con 5. La tradición islandesa llama al primero de ellos el ætt de Freyr (las runas equivalentes a: f, u, þ, ã, r y k), al segundo grupo el ætt de hagall (h, n, i, a y s) y al tercer el ætt de Tyr (t, b, m, l y R). Aunque para hacer más difícil la decodificación de las inscripciones se invierte el orden de los grupos de forma que el ætt de Freyr sea el tercero y el de Tyr el primero. Existen numerosas formas de runas cifradas pero todas ellas se basan en el mismo principio, asignar a cada runa dos números, uno por su ætt y otro por el puesto que ocupa dentro del mismo ætt.

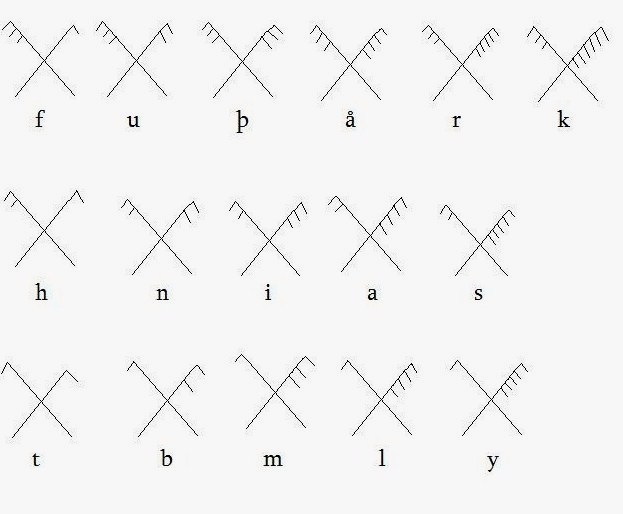
Clave de las runas tienda. Cuando la letra está en la parte inferior de la X las rayas quedan como si se girara la X 180°.

Las runas tienda consisten en filas de varias equis en cuyos cuatro brazos se colocaban rayas. Cada X representaba a dos runas, leyéndose en el sentido de las agujas del reloj, las rayas del primer brazo representan el número del aett, las rayas en el segundo representan el número del puesto de la runa dentro de su aett.
Las runas rama son similares. Las rayas que representan los números se van agrupando pegadas a una línea vertical que hace las veces de tallo, donde se colocan de forma inclinada dirigidas hacia arriba. Las ramas colocadas hacia la izquierda indican el número del aett, y las ramas colocadas a la derecha indican el puesto de orden dentro del aett.
Existen variantes de estos dos esquemas básicos, tales como por ejemplo invertir los números (contando desde el final los aetts, y los puestos de las runas dentro del aett). O modificando sus formas como en las runas árbol y las runas gancho muy similares a las runas rama, estando en las primeras las rayas en diagonal apuntando hacia abajo, y en las segundas también apuntando hacia abajo pero en lugar de rayas rectas son curvas las que indican los números.
Hay muchas piedras rúnicas que utilizaban estos métodos para oscurecer el significado de sus inscripciones, especialmente las que se encuentran Orkney.
Un sistema comparable de modificación de letras es el de las escalas ogam registradas en el tratado Ogam.